# Viera Tomanová
Viera Tomanová (* 5. Februar 1948 in Bratislava) ist eine slowakische Politikerin. Sie war Mitglied der SMER sowie Ministerin für Arbeit der Fico-Regierung von 2006 bis 2010.

## Werdegang
Sie studierte Ökonomie an der Wirtschaftsuniversität Bratislava und Sozialwissenschaften an der Universität Tyrnau. Danach arbeitete sie vier Jahre lang als Chefsekretärin des Direktors der PZCR Javolina Organisation in Bratislava. Danach war sie vier Jahre lang die Leiterin der Abteilung des Sozial-, Arbeits- und Wohnmarktes der MNV in Bratislava-Petržalka. Von 1982 bis 1986 leitete sie ein Altenheim in Bratislava. Nach dieser Tätigkeit arbeitete sie ein Jahr als Magistratin der Bereiche Sozial- und Arbeitsmarktpolitik für die Stadt Bratislava. Von 1988 bis 2003 arbeitete sie im Ministerium für Arbeit und Soziales der Slowakei und trat dort u. a. als Beraterin des Ministers Peter Magvaši und als Chefin des Staatsrates in Erscheinung. Von 2006 bis 2010 war sie Mitglied des slowakischen Kabinetts von Fico und Ministerin für Arbeit und Soziales. Außerdem ist sie seit 1994 Hochschullehrerin an verschiedenen slowakischen Hochschulen und Universitäten.